# Neobythites
Neobythites är ett släkte av fiskar. Neobythites ingår i familjen Ophidiidae.

## Dottertaxa tillNeobythites, i alfabetisk ordning[1]
- Neobythites alcocki
- Neobythites analis
- Neobythites andamanensis
- Neobythites australiensis
- Neobythites bimaculatus
- Neobythites bimarginatus
- Neobythites braziliensis
- Neobythites crosnieri
- Neobythites elongatus
- Neobythites fasciatus
- Neobythites fijiensis
- Neobythites franzi
- Neobythites gilli
- Neobythites javaensis
- Neobythites kenyaensis
- Neobythites longipes
- Neobythites longispinis
- Neobythites longiventralis
- Neobythites macrocelli
- Neobythites macrops
- Neobythites malayanus
- Neobythites malhaensis
- Neobythites marginatus
- Neobythites marianaensis
- Neobythites marquesaensis
- Neobythites meteori
- Neobythites monocellatus
- Neobythites multidigitatus
- Neobythites multiocellatus
- Neobythites multistriatus
- Neobythites musorstomi
- Neobythites natalensis
- Neobythites neocaledoniensis
- Neobythites nigriventris
- Neobythites ocellatus
- Neobythites pallidus
- Neobythites purus
- Neobythites sereti
- Neobythites sinensis
- Neobythites sivicola
- Neobythites soelae
- Neobythites somaliaensis
- Neobythites steatiticus
- Neobythites stefanovi
- Neobythites stelliferoides
- Neobythites stigmosus
- Neobythites trifilis
- Neobythites unicolor
- Neobythites unimaculatus
- Neobythites vityazi
- Neobythites zonatus